# Колета (Илиноис)
Колета (енгл. Coleta) град је у америчкој савезној држави Илиноис.

## Демографија
По попису из 2010. године број становника је 164, што је 9 (5,8%) становника више него 2000. године.
| Група             | 2000.       | 2010.       |
| Белци             | 145 (93,5%) | 154 (93,9%) |
| Афроамериканци    | 2 (1,3%)    | 0 (0,0%)    |
| Азијати           | 0 (0,0%)    | 0 (0,0%)    |
| Хиспаноамериканци | 5 (3,2%)    | 10 (6,1%)   |
| Укупно            | 155         | 164         |